# Operación Jacinto
La Operación Jacinto (Akcja Hiacynt, en polaco) fue una operación masiva de los servicios secretos de la policía de la República Popular de Polonia, llevada a cabo entre los años 1985 y 1987, con el objetivo de crear una base de datos nacional de todos los homosexuales polacos y de la gente con la que estaban en contacto, con el resultado de 11 000 personas fichadas.

## Precedentes
La legislación polaca dejó de condenar la homosexualidad en 1932 por lo que durante la Segunda República Polaca los homosexuales no fueron perseguidos con tanta intensidad. La situación cambió tras la Segunda Guerra Mundial al seguir el gobierno de la República Popular de Polonia las tesis estalinistas sobre la homosexualidad, desarrolladas en los años 1930 que consideraban la homosexualidad como una anormalidad y una degeneración capitalista. Los círculos homosexuales empezaron a ser vigilados en los años 1960 por la Milicja Obywatelska o por la Służba Bezpieczeństwa y los primeros archivos policiales empezaron a crearse en los 70. Aunque este proceso se interrumpió al principio de los 80 a causa de la ley marcial.

## La operación
Las razones oficiales que adujo la propaganda del régimen para iniciar la operación fueron:
- Miedo al recientemente descubierto virus de la inmunodeficiencia humana (VIH), y los homosexuales eran considerados un grupo de riesgo.
- Control de los grupos homosexuales de delincuentes.
- Luchar contra la prostitución.

Aunque lo más probable es que los funcionarios de la Służba Bezpieczeństwa (SB) quisieran reunir pruebas comprometedoras que pudieran ser utilizadas más adelante para chantajear a los individuos investigados. De esta forma estas personas estarían más dispuestos a colaborar con los servicios de inteligencia. También se ha especulado con que fuera parte de una operación más amplia de lucha contra la oposición anticomunista.
La operación Jacinto empezó el 15 de noviembre de 1985 por orden del ministro de interior Czesław Kiszczak. Esa misma mañana funcionarios de la SB arrestaron a numerosas personas, sospechosas de ser homosexuales o de tener conexiones con ellos, en universidades, fábricas y oficinas a lo largo de Polonia. A los que se arrestó se les abrió un expediente especial llamado Karta homoseksualisty (Carta de homosexual) y a algunos se les obligó a firmar la siguiente afirmación:

Yo (nombre y apellido) soy homosexual desde mi nacimiento. He tenido varias parejas en mi vida, todos ellos adultos. No estoy interesado en los menores de edad.

Además de firmar el documento a los arrestados se les tomaban las huellas digitales, algunos fueron coaccionados para describir las intimidades de su vida sexual y para denunciar a sus conocidos. 
La operación duró hasta 1987, aunque se añadieron archivos hasta 1988. Se estima que unos 11 000 homosexuales fueron fichados, y ahora esos archivos son denominados «Różowe kartoteki» (archivos rosas). Los miembros de los colectivos LGBT han pedido al Instituto de la Memoria Nacional (IPN, por sus siglas en polaco) que destruya estos archivos pero el IPN ha contestado que esto sería ilegal.

## Consecuencias
Debido a la Operación Jacinto la comunidad gay polaca se volvió más clandestina y ocultaron su orientación sexual incluso más de lo que ya acostumbraban. La persecución provocó que muchos homosexuales decidieran abandonar Polonia. La operación fue muy criticada en los medios de comunicación occidentales, y el gobierno polaco negó las acusaciones. El portavoz del gobierno Jerzy Urban, preguntado sobre el asunto en diciembre de 1988 por Kay Winthers del Baltimore Sun, negó que tal operación se hubiera realizado. 
El 8 de diciembre de 1988 el profesor Mikołaj Kozakiewicz habló de la operación con el general Kiszczak, que admitió que los servicios de seguridad polacos tenían «archivos rosas», pero dijo que solo había documentación sobre individuos involucrados en actividades delictivas. Kozakiewicz más tarde afirmó que tenía pruebas de que los archivos también contenían información sobre homosexuales que no estaban involucrados en ningún delito. Durante la misma reunión ambos también trataron el tema de la creación de la primera organización LGBT legal en Polonia. 
En septiembre de 2007, los activistas LGBT Szymon Niemiec y Jacek Adler hicieron una petición pública por escrito al Instituto nacional de la memoria para que investigaran los delitos del régimen comunista contra los homosexuales y al general Kiszczak. El 15 de febrero de 2008 el instituto afirmó sobre el tema que la operación fue legal según la legislación vigente en el momento, y se negaron a abrir una investigación; alegaron que la operación Jacinto fue una acción de carácter preventivo cuyo propósito era infiltrarse en los herméticos círculos homosexuales e investigar sus conexiones con la delincuencia organizada. Lo que ha sido duramente criticado en la comunidad LGBT.

## En la cultura popular polaca
En 2015, el 30.º aniversario de los hechos, se publicaron dos libros que hablan de la Operación Jacinto:
- Archivos rosa (en polaco Różowe Kartoteki), de Mikolaj Milcke (ed. polaca Dobra Literatura), historia novelada de un político derechista, que en su juventud fue detenido en virtud de la Operación Jacinto.

- Nombre clave Jacinto (pol. Kryptonim Hiacynt), de Andrzej Selerowicz, (ed. polaca Queermedia).

En 2021 Netflix ha estrenado la película Operación Jacinto protagonizada por el actor polaco Tomasz Ziętek como un policía que investiga los crímenes en la comunidad gay de Varsovia mientras descubre su propia orientación homosexual.